# 突き倒し
突き倒し（つきたおし）とは、相撲の決まり手の一つである。相手の胸や顔を掌で突っ張り、土俵上や土俵の外に向けて倒す技。突っ張りの強力な力士の場合、ノックアウトしてしまう場合もあり、その場合もこれが当てられる。英語では"Frontal thrust down"と呼ぶ。
1970年1月場所6日目、全勝の大関北の富士を前頭3枚目福の花が突き倒しで破った一番。